# Adal Ramones

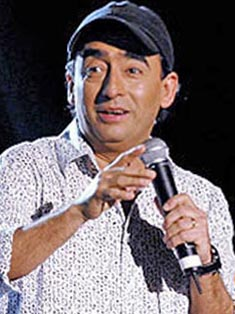
Adal Ramones, 2005

Adalberto Javier Ramones Martínez (* 3. Dezember 1961 in Monterrey) ist ein mexikanischer Fernsehmoderator und -produzent, Regisseur und Komiker.

## Leben
Ramones studierte an der Universidad Regiomontana Kommunikationswissenschaft, daneben auch Schauspiel mit den Schwerpunkten Improvisation, Rede und Körpersprache. Er begann seine Laufbahn beim Fernsehen als Produzent und Regisseur von Werbespots und produzierte dann in Mexiko-Stadt die Kindersendungen El Espacio de Cositas und Qué Payasos. Später hatte er die Leitung bei Sendungen wie Valores Juveniles, Furia Musical, Desfile de Navidad, der Übertragung der Olympischen Winterspiele in Nagano und der Fußballweltmeisterschaft in Frankreich 1998.
Erfolgreich wurde Ramones als Moderator seines eigenen Programmes Otro Rollo beim Sender Televisa, das außer in Mexiko und 53 weiteren Staaten übertragen wird. Zu Gast waren dort Prominente wie Sylvester Stallone, Chris Rock, Cameron Diaz, Kevin James, Lucy Liu, Arnold Schwarzenegger, Christina Aguilera, John Leguizamo, Chayanne, Will Smith, Britney Spears, Ricky Martin, die Backstreet Boys, Elton John, Shakira und Paris Hilton. 2003 zeichnete das Magazin TVyNovelas ihn als besten Moderator und seine Sendung als bestes Unterhaltungsprogramm des Jahres aus.
2000 brachte Ramones als Produzent und Regisseur das Theaterstück Sueños de un Seductor (Play It Again, Sam von Woody Allen, mit Juan Carlos Colombo, Ana Patricia Rojo, Mauricio Castillo und Dacia Alcaraz) heraus. 2005 moderierte er den Wettbewerb Bailando por un sueño, im Folgejahr den Wettbewerb Cantando por un sueño. Vielfach wirkte Ramones als Synchronsprecher von Animationsfilmen, und er wurde 2005 für den mexikanischen MTV Movie Award als bester Schauspieler nominiert. 2016 spielte er im Film No Manches Frida mit.

## Filmografie
- 1998 – Bug's Life
- 1999 – Stuart Little
- 2001 – Cats & Dogs
- 2002 – El Gran Carnal
- 2002 – El Gran Carnal 2
- 2002 – Stuart Little 2
- 2003 – Amor real
- 2004 – Puños rosas
- 2004 – Santos peregrinos
- 2005 – Bajo el mismo techoY Ahora Qué Hago?
- 2006 – Los Productores
- 2009 – Martin al Amanecer
- 2010 – Pocoyo
- 2011 – Saving Private Perez
- 2014 – Maikol Yordan de viaje perdido
- 2016 – El Americano: The Movie
- 2016 – No Manches Frida
- 2018 – Marcianos vs. Mexicanos